# 宝寿院 (小平市)
寶壽院（ほうじゅいん）は、東京都小平市にある真言宗豊山派の寺院。

## 歴史
創建年代は不明である。当初は現在の府中市にある妙光院の塔頭であった。
当地は、かつて「鈴木新田」と呼ばれており、この新田の開拓者である鈴木利左衛門春昌が父の利左衛門重広の菩提を弔うため、1724年（享保9年）に府中の当院を移転させた。当初の山号は「神隣山」であったが、開拓者の鈴木氏を記念して「鈴木山」に改称した。
現在の本堂は、1962年（昭和37年）に新築されたものである。

## 交通アクセス
- 路線バス官舎前停留所より徒歩1分。